# Mocajuba
Mocajuba – miasto i gmina w Brazylii, w stanie Pará. Znajduje się w mezoregionie Baixo-Tocantins i mikroregionie Cametá.